# جسر صاموئيل باكيت

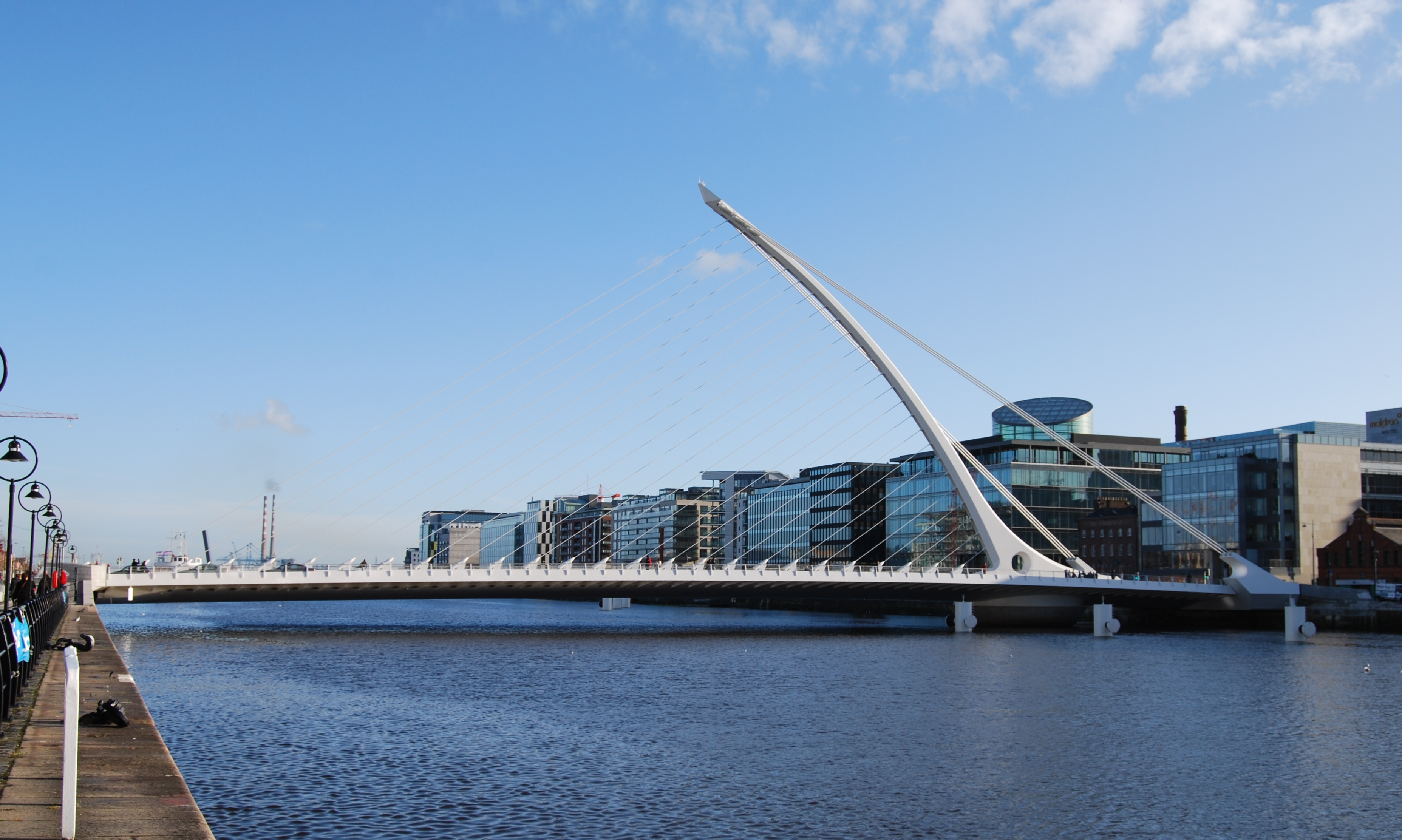
جسر صاموئيل باكيت في دبلن.

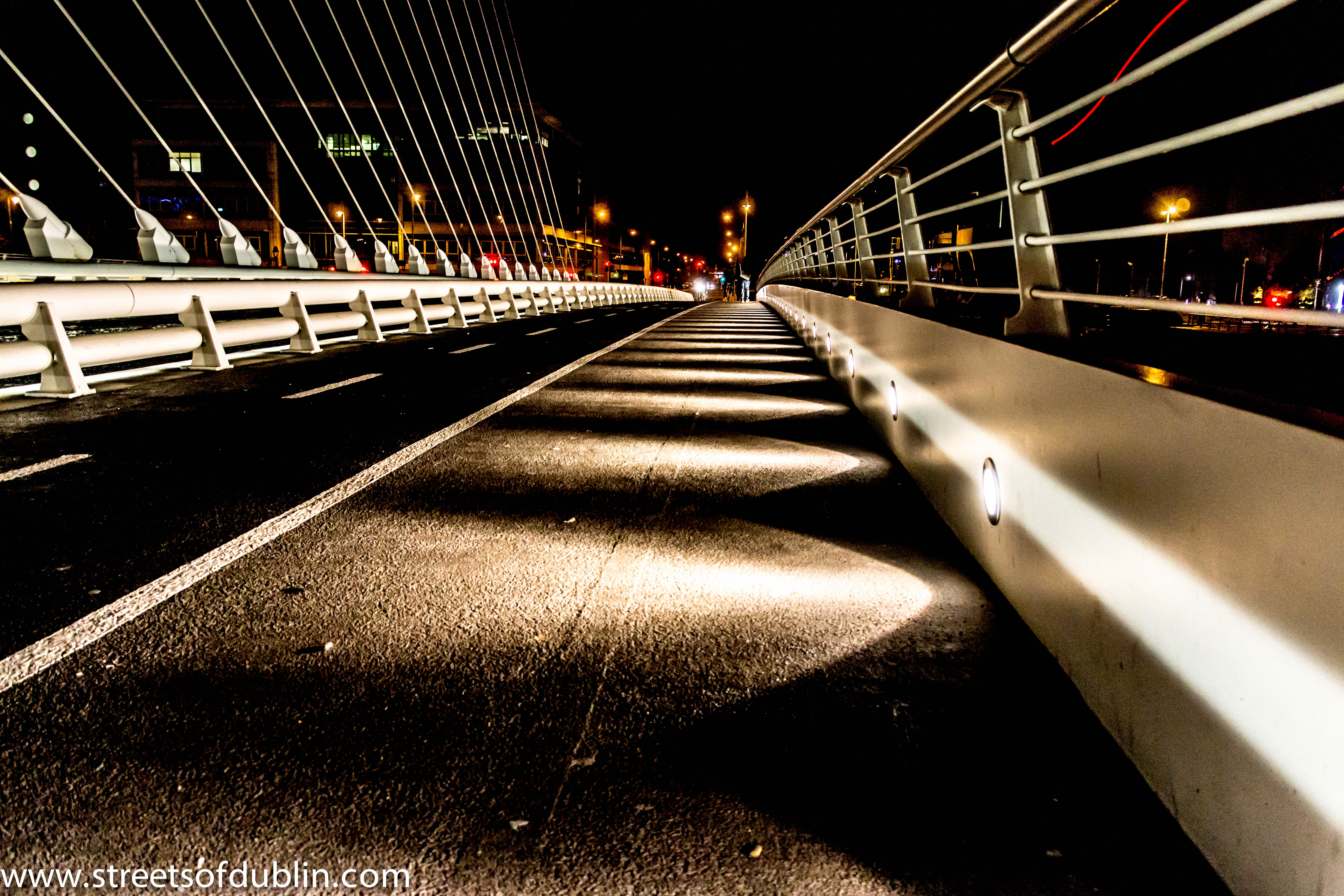
الجسر من الأعلى.

جسر صموئيل باكيت (بالإنجليزية: Samuel Beckett Bridge ؛ بالأيرلندية: Droichead Samuel Beckett) جسر يقع في دبلن، جمهورية أيرلندا. يمتد مسافة 120 متر على نهر ليفي. تم تصميمه على ارتفاع 48 متر من قبل المعمار سانتياغو كالاترافا عام 2007، وهو مبني على أساس إنشائي يُدعى "Cable-stayed bridges" خاص بالجسور المعلقة. وقد تم افتتاحه عام 2009.